# الدين في إسكتلندا

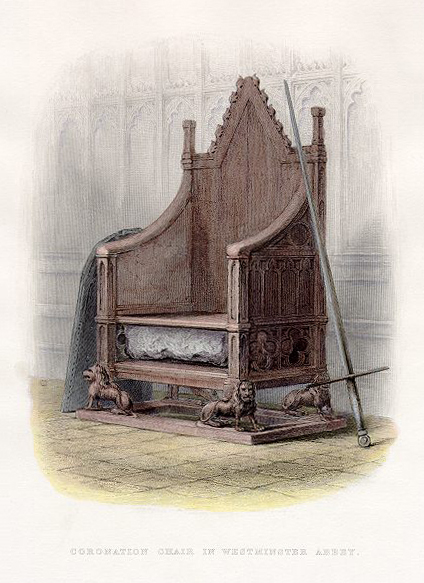

ظهر في إحصاء سكاني حديث أُجري في عام 2011، أن المسيحية الديانة الأوسع انتشارًا في اسكتلندا، وتبين في الإحصاء نفسه أن 53.8% من السكان الاسكتلنديين مسيحيون (انخفضت النسبة من 65.1% في عام 2001) حين سُئلوا: «إلى أي دين أو جماعة دينية أو كيان تنتمون؟». تُعد كنيسة اسكتلندا، وهي جماعة مشيخية تعرف غالبًا باسم «الكيرك»، الكنيسة الوطنية في اسكتلندا قانونيًا. الدولة ليست مسيحية لكن الكنيسة مستقلة عن سيطرة الدولة. مع ذلك، تعد أكبر تجمع ديني في اسكتلندا، إذ تضم 32.4% من السكان وفقًا لإحصاء عام 2011. الكنيسة الكاثوليكية هي الكنيسة المسيحية الرئيسية الأخرى، وهي الشكل الذي كانت عليه المسيحية في اسكتلندا قبل الإصلاح، وتمثل 15.9% من السكان وهي هامة خصيصًا في غرب ووسط اسكتلندا وأجزاء من المرتفعات. كنيسة اسكتلندا الرئيسية الثالثة هي الكنيسة الأسقفية الاسكتلندية. ثمة أيضًا العديد من الكنائس المشيخية الأصغر حجمًا، والتي انفصلت جميعها عن كنيسة اسكتلندا أو انفصلت عن الكنائس المنفصلة آنفًا. وفقًا لمسح الأسرة الاسكتلندية لعام 2018، منذ عام 2009، حدثت زيادة في نسبة البالغين الذين أفادوا بأنهم لا ينتمون إلى أي دين بلغت 56%. تزامن انخفاض الاعتقاد الديني مع انخفاض حاد منذ عام 2009 في نسبة الأشخاص الذين أفادوا أنهم تابعون لكنيسة اسكتلندا، من 34% إلى 20% من البالغين. علاوة على ذلك، أفاد 13% (منخفضين انخفاضًا طفيفًا من 15% في عام 2009) بتبعيتهم إلى الكنيسة الكاثوليكية.
رسخت الديانات الأخرى وجودًا لها في اسكتلندا، بصورة رئيسية عبر الهجرة ومعدلات الولادات الأكثر ارتفاعًا بين الأقليات الإثنية. كانت الديانات التي تملك عددًا أكبر من الأتباع في إحصاء عام 2011 هي الإسلام (1.4%) والهندوسية (0.3%) والبوذية (0.2%) والسيخية (0.2%). تشمل ديانات الأقليات البهائية ومجموعات الوثنية الجديدة الصغيرة. هناك أيضًا العديد من المنظمات التي تعمل بنشاط على تعزيز النزعة الإنسانية والعلمانية ضمن النسبة البالغة 36.7% ممن أشاروا لعدم انتمائهم لأي دين في إحصاء عام 2011. في عام 2017، وجد استطلاع المواقف الاجتماعية الإسكتلندي، الذي أجرته شركة «سكوتسن للبحث الاجتماعي»، أن 58% من الاسكتلنديين قد عرّفوا أنفسهم على أنهم غير متدينين، مقارنة بنسبة 40% في عام 1999. منذ عام 2016، أقام الإنسانيون العلمانيون حفلات زفاف في اسكتلندا سنويًا أكثر من الكنيسة الكاثوليكية أو كنيسة اسكتلندا أو أي دين آخر.

## تاريخه
يُرجح أن المسيحية قد أُدخلت إلى ما يُعرف الآن بجنوب اسكتلندا أثناء الاحتلال الروماني لبريطانيا. انتشرت المسيحية بشكل رئيسي على يد المبشرين الأيرلنديين من القرن الخامس واقترنت بالقديسين نينيان وكينتيغيرن وكولومبا. اختلفت المسيحية التي نشأت في أيرلندا واسكتلندا عن تلك التي اعتنقتها روما، خاصةً فيما يتعلق بطريقة حساب موعد عيد الفصح وشكل حلاقة الرأس، إلى أن قبلت الكنيسة السلتية الممارسات الرومانية في منتصف القرن السابع. تأثرت المسيحية في اسكتلندا بالرهبنة بشكل كبير، إذ كان رؤساء الدير أكثر أهمية من الأساقفة. في الفترة النورماندية، حدثت سلسلة من الإصلاحات أسفرت عن بنية أبرشية أكثر وضوحًا قائمة على الكنائس المحلية.؛ وبدأت تسود أعداد كبيرة من المؤسسات الرهبانية الجديدة، التي اتبعت الأشكال القارية من الرهبنة البروتستانتية. رسخت الكنيسة الاسكتلندية استقلالها عن إنجلترا أيضًا، إذ طورت بنية أبرشية واضحة وأصبحت «ابنة كرسي روما المميزة» لكنها بقيت تفتقر إلى قيادة اسكتلندية من الأساقفة. في أواخر العصور الوسطى، كان التاج قادرًا على اكتساب نفوذ أكبر في المناصب العليا، وأُنشئت أبرشيتين بحلول نهاية القرن الخامس عشر. حدث تدهور في الحياة الرهبانية التقليدية لكن نمَت أخويات الرهبان المتسولين، لا سيما في القرى الاسكتلندية الواسعة. ازداد القديسون وعبادات التقوى الجديدة أيضًا. ظلت الكنيسة في اسكتلندا مستقرة على الرغم من المشاكل المتعلقة بكمية ونوعية رجال الدين بعد تفشي الموت الأسود (الطاعون) في القرن الخامس عشر والبراهين على ظهور الهرطقة في القرن السادس عشر.
خلال القرن السادس عشر، خضعت اسكتلندا لإصلاح بروتستانتي أدى إلى إنشاء كيرك قومي يهيمن عليه الكالفينيون، ما كان مبادرة مشيخية قوية. اعتمد البرلمان اعترافًا بالعقيدة يرفض السلطة البابوية والقداس في عام 1560. وجد الكيرك صعوبة في الانتشار في المرتفعات والجزر، لكنه بدأ عملية توحيد وتحويل تدريجية، والتي أجريت باضطهاد أقلّ نسبيًا مقارنةً بالإصلاحات في أماكن أخرى. فضل جيمس السادس ملك اسكتلندا المذهب الكالفيني العقائدي لكنه دعم الأساقفة. أدخل تشارلز الأول ملك إنجلترا إصلاحات اعتبرها البعض بمثابة عودة إلى الممارسة البابوية. وكانت النتيجة حروب الأسقف بين عامي 1639-1640، والتي انتهت باستقلال فعلي لاسكتلندا وإنشاء نظام مشيخي كامل يسيطر عليه المعاهدون (أعضاء حركة سياسية دينية نشأت في اسكتلندا في القرن السابع عشر). بعد استعادة النظام الملكي في عام 1660، استعادت اسكتلندا كيركها، لكنها استعادت الأساقفة أيضًا. بدأ العديد من الناس بزيارة الأديرة الميدانية غير القانونية خاصةً في الجنوب الغربي. عُرِف قمع هذه التجمعات في ثمانينيات القرن السابع عشر باسم «زمن القتل». استُعيدت المشيخية بعد «الثورة المجيدة» في عام 1688.
أُنشئت كنيسة اسكتلندا خلال الإصلاح. ثم شهدت أواخر القرن الثامن عشر بدايات انقسامها حول قضايا الحكومة والمحسوبية، لكن عكست أيضًا انقسامًا أوسع بين الإنجيليين والحزب المعتدل. أدى الانفصال الأول في عام 1733 إلى إنشاء سلسلة من الكنائس الانفصالية، وأدى الانفصال الثاني في عام 1761 إلى تأسيس كنيسة الإغاثة المستقلة. اكتسبت هذه الكنائس قوةً في النهضة الإنجيلية في أواخر القرن الثامن عشر، لكن انتشارها ظل محدودًا في المرتفعات والجزر. استُكملت جهود كنيسة اسكتلندا من قبل مبشري «الجمعية الاسكتلندية لنشر المعرفة المسيحية». احتفظت الأسقفية بأنصارها، لكنها تراجعت بسبب ارتباطها بحركة اليعاقبة. ابتداءً من عام 1834، انتهى «نزاع العشر سنوات» بانشقاق عن الكنيسة، يقوده الدكتور توماس تشالمرز، عُرف باسم الاضطراب الكبير لعام 1843. شكّل ثلث رجال الدين تقريبًا، ومعظمهم من الشمال والمرتفعات، طائفة الكنيسة الحرة المنفصلة في اسكتلندا. نمت الكنائس الإنجيلية الحرة بسرعة في المرتفعات والجزر. في أواخر القرن التاسع عشر، أدت النقاشات الرئيسية بين الأصوليين الإنجيليين والليبراليين اللاهوتيين إلى مزيد من الانقسام في الكنيسة الحرة، إذ انفصل الكالفينيون المتزمتون عن الكنيسة المشيخية الحرة في عام 1893.
بدأت من هذه النقطة تحركات تتجه إلى لم الشمل، وانضمت معظم طائفة الكنيسة الحرة إلى كنيسة اسكتلندا في عام 1929. خلفت الانقسامات طوائف صغيرة بما في ذلك المشيخية الحرة وطوائف أخرى لم تندمج في عام 1900 كما الكنيسة الحرة. أدى التحرر الكاثوليكي في عام 1829 وتدفق أعداد كبيرة من المهاجرين الأيرلنديين إلى توسع الكاثوليكية، واستعادة منظومة الكنيسة في عام 1878. انتعشت الأسقفية أيضًا في القرن التاسع عشر، وعُدت الكنيسة الأسقفية في اسكتلندا هيئة مستقلة شريكة لكنيسة إنجلترا في عام 1804. شملت الطوائف الأخرى المعمدانيين والتجمعيين والميثوديين. في القرن العشرين، انضم الإخوة والكنائس الخمسينية إلى الطوائف المسيحية الموجودة. على الرغم من ازدهار بعض الطوائف، حدث انخفاض عام مضطرد بعد الحرب العالمية الثانية في حضور الكنيسة ما أدى إلى إغلاق كنائس معظم الطوائف.